# Pachytrichini
Pachytrichini is een tribus uit de familie van bladsprietkevers (Scarabaeidae). 